# Нитрид ниобия
Нитри́д нио́бия — бинарное неорганическое соединение металла ниобия и азота с формулой NbN, 
серые или чёрные кристаллы, 
не растворимые в воде.

## Получение
- Действие азота на порошкообразный ниобий:

{\displaystyle {\mathsf {2Nb+N_{2}\ {\xrightarrow {1000^{o}C}}\ 2NbN}}} • Нагрев оксида ниобия(III) с углём в атмосфере азота:
{\displaystyle {\ce {Nb2O3 + N2 + 3C ->[T]2NbN + 3CO ^}}}

## Физические свойства
Нитрид ниобия образует серые или чёрные кристаллы двух кристаллических модификаций:
- кубической сингонии, пространственная группа F m3m, параметры ячейки a = 0,442 нм, Z = 4;
- гексагональной сингонии, пространственная группа P 63/mmc, параметры ячейки a = 0,2952 нм, c = 1,125 нм, Z = 4.

В зависимости от способа получения продукт имеет значительные отклонения от стехиометрического состава.
В зависимости от состава при 13...16 К переходит в сверхпроводящее состояние. Является сверхпроводником II рода.

## Химические свойства
- Окисляется при нагревании на воздухе:

{\displaystyle {\mathsf {4NbN+5O_{2}\ {\xrightarrow {T}}\ 2Nb_{2}O_{5}+2N_{2}}}}

## Применение
Часто применяется для изготовления обмоток сверхпроводящих магнитов. При температуре кипения гелия (4,2 К) критический ток (2—5)⋅107 А/см2, критическое поле 8—13 Тл; при снижении температуры до 1,2 К критическое поле повышается до 25 Тл. 